# Ліпський Сергій Олексійович
Сергі́й Олексі́йович Лі́пський(1964 - 24 жовтня 2024) — полковник Збройних сил України, учасник російсько-української війни з 2014 року.

## Життєпис
Служив начальником артилерії 57-ї бригади, пізніше став командиром 420-го окремого батальйону безпілотних систем ОК «Північ».
Через службові обов'язки відкладав термінову операцію.
Помер 24 жовтня 2024 року.

## Нагороди
- Орден Данила Галицького[2].
- Орден Богдана Хмельницького II ступеня[3].
- Орден Богдана Хмельницького III ступеня[4].